# Société de Lecture

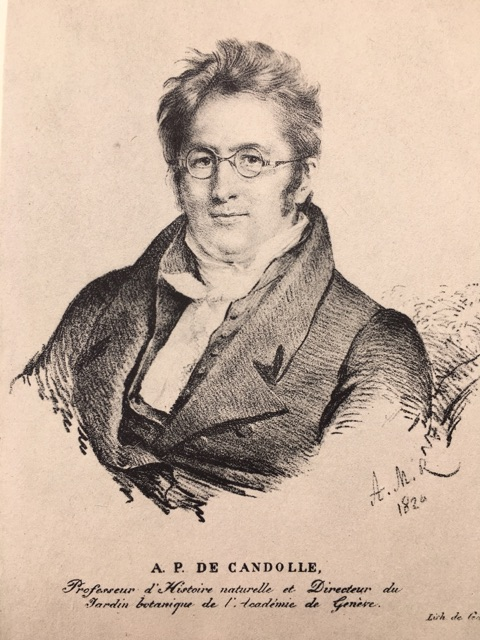
Augustin-Pyramus de Candolle, cofondateur de la Société de Lecture

La Société de Lecture de Genève est une association privée à but non lucratif reconnue d'utilité publique fondée en 1818 dont la mission est de préserver et de développer une bibliothèque encyclopédique de 200 000 volumes. C'est aussi un centre culturel actif de renommée européenne (prix Europa Nostra en 2020). Située au cœur de la vieille ville, la Société de Lecture était à l'origine un lieu élitiste de rencontre entre savants. Si elle n'est plus, comme au temps de la Restauration, le salon de conversation de la société patricienne genevoise, ni comme au début du XIXe siècle, le laboratoire des réfugiés politiques et des révolutionnaires en puissance, elle est devenue un lieu d'échanges, de recherches, de conférences et d'apprentissage ouvert au public, essentiellement dans les domaines des lettres et de la littérature, ainsi que de la musique, des sciences, de la géopolitique, de l'histoire et des beaux-arts. En 1947, le romancier Robert de Traz la définit comme « havre de grâce pour le corps et la pensée, piste d'envol pour l'imagination, espèce de hammam intellectuel, grotte fabuleuse où s'accumulent les trésors de la littérature ».

## Histoire

### Création
Sous l'impulsion de Jean Calvin, dès la Réforme en 1536, Genève devient une cité de théologiens, de juristes, d'humanistes et d'imprimeurs. Sa renommée s'étend bien au-delà de ses remparts. Deux siècles plus tard, l'influence des Lumières donne aux savants genevois le désir encyclopédique de tout apprendre et tout échanger.
Les tensions nées des troubles révolutionnaires et de l'occupation française sous Napoléon, poussent les fils de bonne famille genevoise à l'exil et à la découverte de l'Europe. Après quinze ans d'annexion française (1798-1813), cette aristocratie républicaine est de retour. Elle veut fonder une société littéraire comme il en existe ailleurs pour y partager savoirs, idéaux et lectures. Genève recouvre son indépendance en 1813 et entre dans la Confédération suisse en 1815. Elle se transforme alors en une ville de scientifiques, d'hommes de lettres et d'artistes.
La Société de Lecture voit le jour en avril 1818, quatre ans après la Restauration genevoise sous l'impulsion du botaniste Augustin-Pyramus de Candolle, membre d'une centaine d'académies européennes. Le scientifique genevois rapporte dans ses mémoires qu'il est frappé par la pauvreté de la Bibliothèque publique. Afin de « rapprocher les hommes distingués de la ville », il convainc ses amis de réunir une partie de leurs collections et de constituer, dans un effort financier commun, une bibliothèque à la hauteur des besoins des chercheurs et des érudits que compte Genève en nombre à cette époque. Des professeurs de l'Académie de Genève (future université) donnent alors leurs collections de livres à l'institution naissante. Un des buts de cette société était aussi de recevoir la presse étrangère et les revues scientifiques pour les mettre à disposition de ses membres afin d'étancher leur soif d'information et de connaissances académiques après la tutelle française.
Les fondateurs de 1818 représentent les forces vives de l'élite intellectuelle genevoise d'un niveau alors exceptionnel. « Quelques amis des études se joignirent à nous, raconte Candolle dans ses Mémoires, et enfin douze personnes se mirent en avant pour fonder l'institution. Les unes, choisies parmi les plus riches de la ville, s'engagèrent à supporter les premiers frais, les autres contribuèrent au succès par leur réputation scientifique et littéraire ».
Outre Candolle, le Comité est composé de 11 fondateurs: 
- Henri Boissier, professeur de littérature, d'archéologie et recteur de l'Académie de Genève.
- Etienne Dumont, juriste et collaborateur de Mirabeau pendant la Révolution française.
- Jacob et François Duval, deux joailliers revenus fort riches de Russie.
- Jean-Gabriel Eynard, entrepreneur, financier, diplomate et philhellène.
- Guillaume Fatio, conseillé d'Etat, député de la Diète fédérale et futur syndic.
- Guillaume Favre-Bertrand, héritier d'un armateur genevois et collectionneur.
- Charles-Gaspard de la Rive, médecin et professeur de chimie.
- Jean-Marc-Jules Pictet, magistrat et ancien représentant du département du Léman.
- Marc-Auguste Pictet, professeur de physique et astronome, connu, entre autres, pour n'avoir pas quitté Genève pendant les années de révolution entre 1780 et 1794, contrairement à nombre de ses contemporains[9].
- William Saladin, propriétaire du château de Crans, près de Nyon[10].

Les 12 fondateurs de la Société de Lecture ne manquent pas d'ambition : ils veulent tous replacer la ville de Calvin parmi les premières cités du savoir et de la liberté. Le départ des Français a fait éclore une frénésie de projets pour doter Genève d'une offre culturelle du plus haut niveau. Et choisir de s'installer dans l'ancienne résidence de France est un symbole fort : la France occupante devenait ainsi la France occupée.

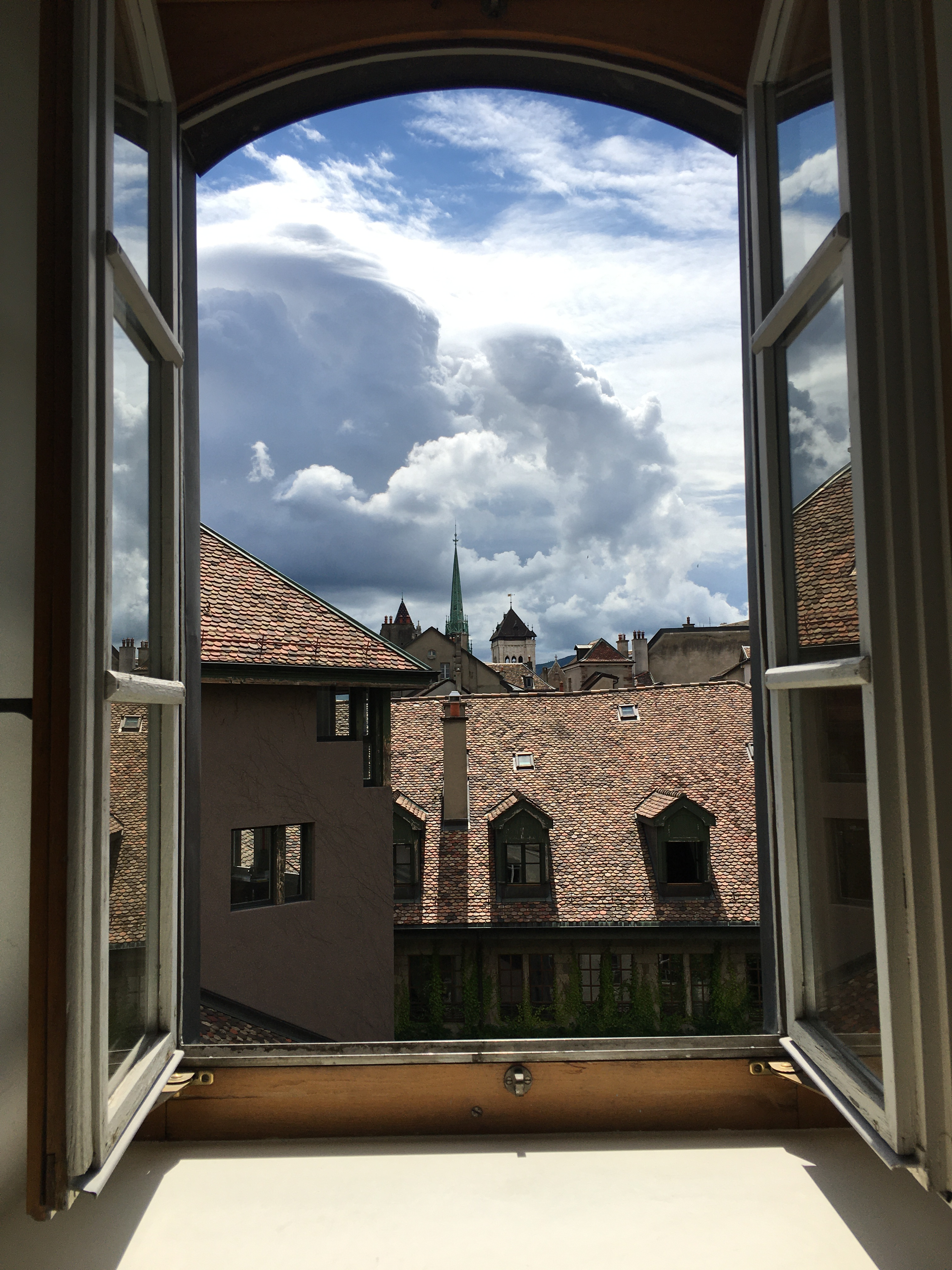
Vue de la bibliothèque sur la cathédrale Saint-Pierre de Genève.

Ces 12 hommes correspondent tout le temps. A la moindre percée scientifique, ils en sont informés. L'érudition est leur seule religion. Contrairement aux nombreux autres cercles genevois, il n'y avait ni jeu ni alcool à la Société de Lecture. Sauf les échecs. Le succès est néanmoins immédiat : après un an d'existence, la Société compte déjà 225 membres.
L'objectif initial de pallier les carences de la Bibliothèque publique de l'époque est rapidement soutenu par le patriciat genevois qui souhaite s'offrir un lieu d'instruction, de connaissance et d'échanges. Une des forces de l'institution est d'avoir su s'ouvrir au monde, d'accueillir les étrangers de passage, célèbres ou non. La Société de Lecture devient ainsi un lieu de réunion discret et recherché. En 1835, par exemple, Louis-Napoléon Bonaparte, futur Napoléon III, y rencontre le comte Camille de Cavour, futur artisan de l'unité italienne.
À l'origine, la pratique du parrainage favorise l'émergence d'une identité propre à la Société de Lecture. Pour devenir membre, il fallait être présenté au Comité par deux sociétaires. Le Comité décidait ensuite si le candidat était accepté ou pas. Il faudra attendre le milieu des années 1970 pour que les usages deviennent plus souples. Aujourd'hui, quiconque paie sa cotisation (l'équivalent d'un franc suisse par jour) peut devenir membre.

### La question des «dames»

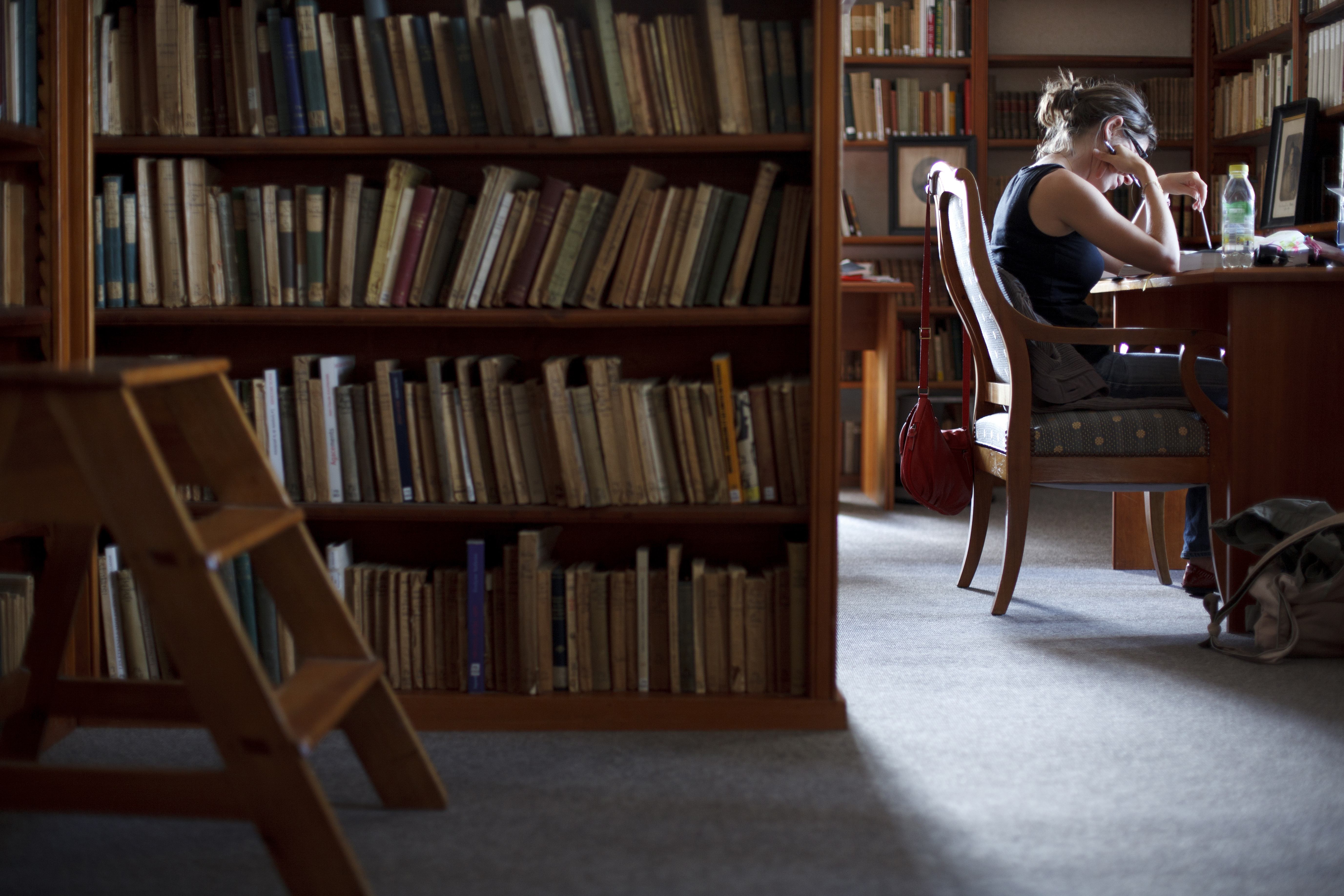
Les étudiants apprécient aussi la bibliothèque pour son calme.

A cette époque, le sociétariat reste néanmoins très fermement circonscrit à la gent masculine. L'accueil des dames ne sera envisagé qu'à la fin du XIXe siècle. À l'origine, elles en sont tout à fait exclues. Puis, dès 1888, les veuves, les sœurs et les filles de membres décédés sont autorisées à emprunter des livres mais pas s'installer dans les salons, « où leur babil est jugé incompatible avec la concentration exigée par la lecture érudite ». On les appelait les « dames abonnées ». L'une d'elles fut la suffragette genevoise Émilie Gourd : abonnée dès la mort de son père en 1909, elle le resta jusqu'à son propre décès, en 1946, sans avoir pu obtenir le sociétariat plein et entier pour les femmes. Dans son mensuel Le mouvement féministe, la militante estime que « les membres de la Société de Lecture se considèrent comme des supérieurs, des privilégiés et ils n'entendent céder aucun pouce de leurs privilèges à ces êtres inférieurs que sont des femmes. ». D'ailleurs, dans toute la Suisse, on évite que la lecture ne les détourne de leurs obligations familiales. Elles sont confinées aux pages édifiantes et aux histoires de revues comme la Schweizer Familie (en), fondée en 1893.
Le ridicule de cette situation culmine en 1940, quand une demoiselle gagne un concours du Journal de Genève dont le prix était une année de sociétariat gratuit à la Société de Lecture. Impossible pour elle d'en profiter. La question des « dames » fera ainsi rage pendant des décennies. Il faut attendre 1947 pour que leur soit ouverte, « à titre d'essai », la salle de la Sphère. Six années plus tard, en 1953, elles ont le droit de devenir sociétaires. 18 ans avant qu'elles n'obtiennent leur droit de vote en Suisse. Après ce long règne d'exclusivité masculine, les femmes ont peu à peu pris un rôle majeur dans la direction de l'institution.

### Lénine, membre de la Société de Lecture

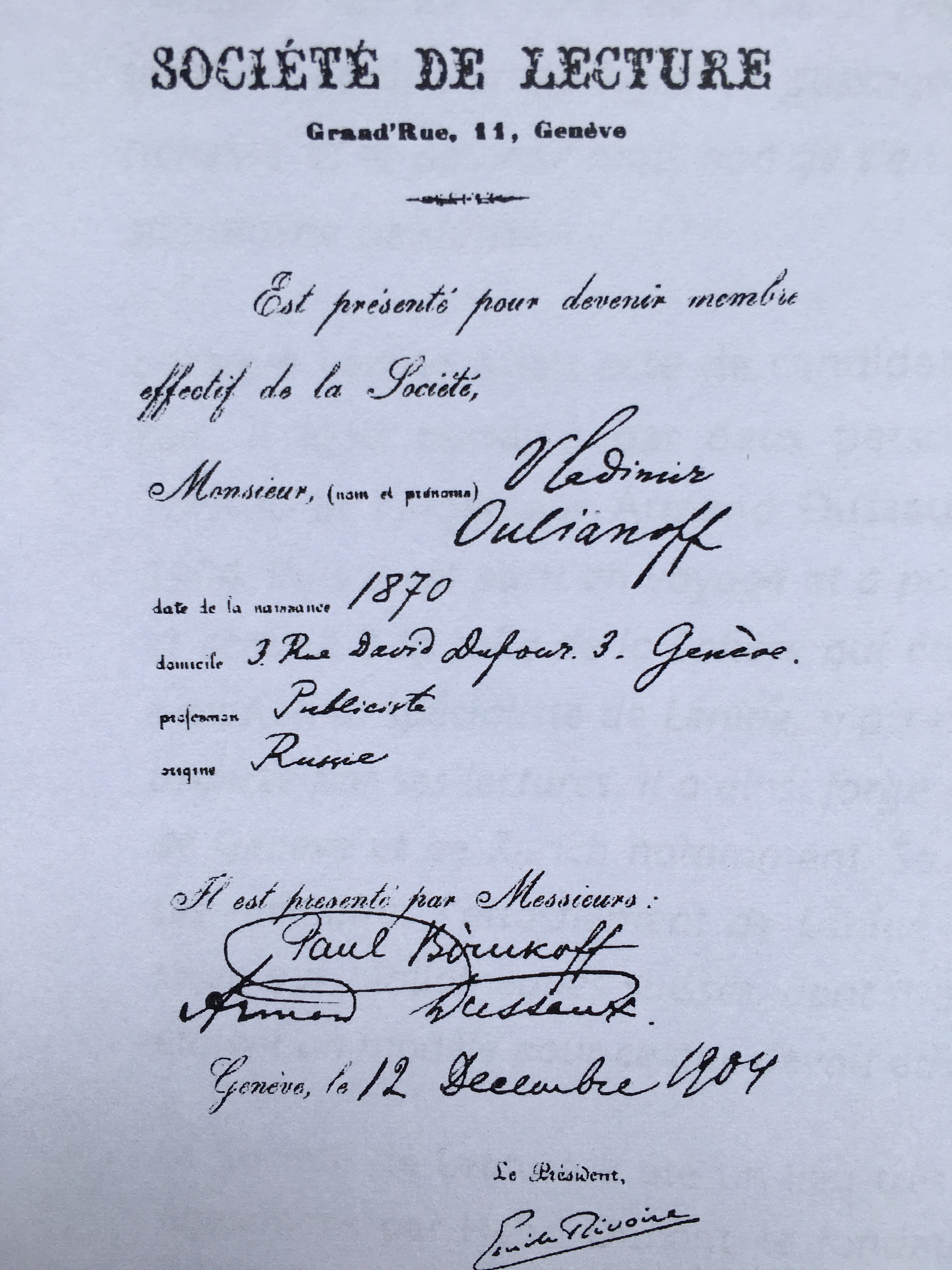
Fiche d'inscription officielle de Lénine à la Société de Lecture

De grands noms de la culture européenne comme Nicolas Bouvier, Andreas Calvos, Jean Capo d'Istria, Camillo Cavour, Albert Cohen, Pierre de Coubertin, Henri Dunant, Guglielmo Ferrero, Franz Liszt, Edgard Milhaud, Gustave Moynier, Elisée Reclus, Alice Rivaz, Ferdinand de Saussure, Juliusz Slowacki, Carl Vogt ont été membres de la Société de Lecture. L'un des plus célèbres fut Vladimir Ilitch Oulianov, dit Lénine.
Au début du XXe siècle, Genève fourmille de réfugiés russes. Installé à Genève en 1903, Lénine demande son admission le 12 décembre 1904. Elle lui permet, entre autres, d'échapper aux nombreux autres exilés présents autour de la Bibliothèque publique, et de trouver le calme indispensable pour son travail. Paul Birukoff, ancien secrétaire de Léon Tolstoï, le parraine. Dans son livre Ma vie avec Lénine, son épouse écrit : « Vladimir Ilitch entra à la Société de Lecture où l'on pouvait travailler commodément et disposer d'un très grand nombre d'ouvrages, de même que de toutes sortes de revues et journaux en français, en allemand et en anglais. Cette Société de Lecture était peu fréquentée, on n'y voyait guère que quelques vieux professeurs ; Vladimir Ilitch était en général tout seul dans une des salles. Il pouvait non seulement y écrire en paix, mais encore, selon son habitude s'y promener de long en large en murmurant les phrases de ses articles et prendre lui-même sur les rayons les livres dont il avait besoin. Il y était vraiment tranquille, pas un seul camarade russe ne venait l'y rejoindre ; personne ne venait lui raconter que les mencheviks disaient ci et disaient ça ; il pouvait penser. Et il avait de quoi penser ». Et un peu plus loin, Nadeja Kroupskaia ajoute : « le bibliothécaire de la Société de Lecture chaque matin voyait arriver un révolutionnaire russe, au pantalon de confection retroussé à la mode suisse pour éviter la boue ; il ouvrait le livre d'art militaire quitté la veille, s'asseyait comme à l'ordinaire à une petite table devant la fenêtre, ramenait en arrière ses rares cheveux et se mettait à lire. De temps en temps il allait consulter quelque dictionnaire, puis, revenait à sa place, et noircissait de nombreuses feuilles de papier in-quarto de sa petite écriture rapide ».
Lénine y préparait également les discours qu'il prononçait lors de réunions politiques à Genève. Selon les témoignages de l'époque, « il psalmodiait ses interventions en marchant entre les rayons de la bibliothèque pour s'entrainer à l'élocution ».

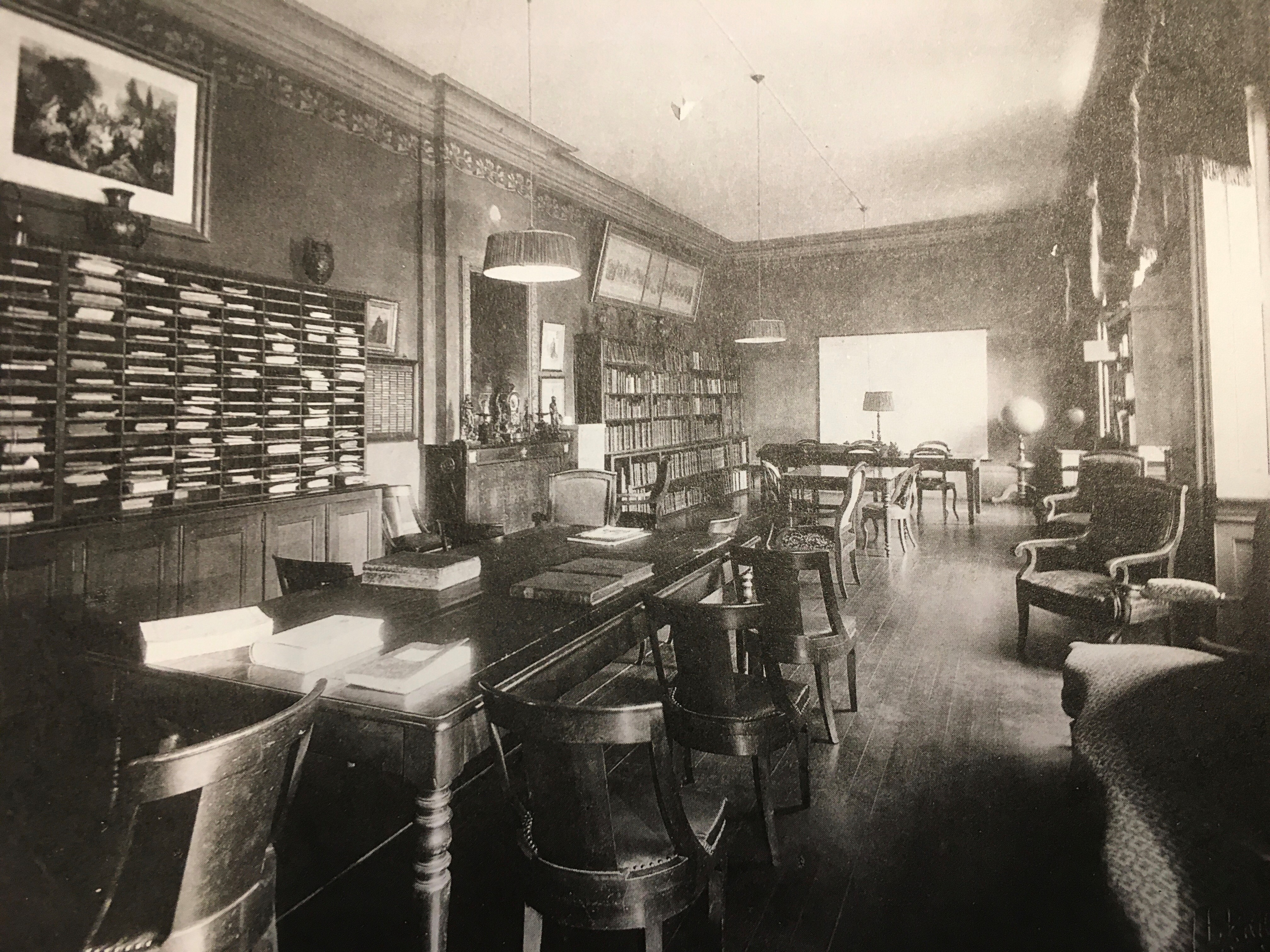
La salle de la Sphère en 1872 avec, au fond, le globe terrestre, était la pièce préférée de Lénine. Elle a été transformée pour créer le Salon des auteurs, la cuisine et l'ascenseur.

Alphonse Bernoud, docteur ès sciences et membre de la Société de Lecture depuis 1901 donne aussi un éclairage sur les habitudes du révolutionnaire à la bibliothèque : « nos tables étaient voisines, Oulianov avait une prédilection pour la salle où se dressait un immense globe terrestre et où les murs étaient tapissés de cartes. Ordinairement, Oulianov prenait des notes sur des feuillets en lisant. Je l'ai souvent vu copier d'amples extraits de ses lectures. ». Un autre sociétaire se souvient d'avoir été rappelé à l'ordre, un jour qu'il devisait à haute voix dans la salle qu'il croyait vide, par un « chut ! » formidable : caché par une pile de livres, un monsieur à barbe blonde réclamait le silence. Les deux bavards apprirent quelques jours plus tard que le lecteur excédé s'appelait Oulianov ». Il est cocasse de voir les sociétaires généralement très bourgeois s'enorgueillir de ce que le révolutionnaire russe ait trouvé dans leur locaux un lieu propice à la mise au point de ses théories ravageuses.
Lénine suivra de la Société de Lecture les premiers affrontements de la révolution russe de 1905. Hanté par la Commune de Paris, il s'attèle à la traduction des Mémoires du général Cluseret, emprunte l'Histoire politique de la Révolution française d'Alphonse Aulard et La Révolution d'Edgard Quinet. En novembre, n'y tenant plus, il part pour la Russie. Il ne revient à Genève qu'en janvier 1908 et redemande son admission à la Société de Lecture le 25 février. Il y reste un peu moins d'une année, au cours de laquelle son épouse et lui s'y rendront vingt-huit fois pour y emprunter des ouvrages en tous genres. Le révolutionnaire russe panache lectures sérieuses et lectures récréatives : il alterne les traités militaires et les romans de Guy de Maupassant ou de Pierre Loti, les traités de philosophies comme ceux d'Hegel et la poésie de Victor Hugo. Il lit aussi La Guerre des Gaules de Jules César et La Vie de Jésus d'Ernest Renan, qu'il a annotée à plusieurs reprises. Renan y écrit que « Jésus voulait anéantir la richesse et le pouvoir, mais non s'en emparer. » En marge, une annotation fine attribuée à Lénine commente en français : « Comme le socialisme moderne ». Vladimir Ilitch était ravi des prestations offertes par la Société de Lecture. Il s'émerveillait de ce que « en Suisse, on fasse confiance au lecteur ». Il écrivit même : « Si là un jour la Révolution se produit, c'est ainsi qu'on s'organisera ». Fin 1908, Lénine et son épouse quittent définitivement Genève.

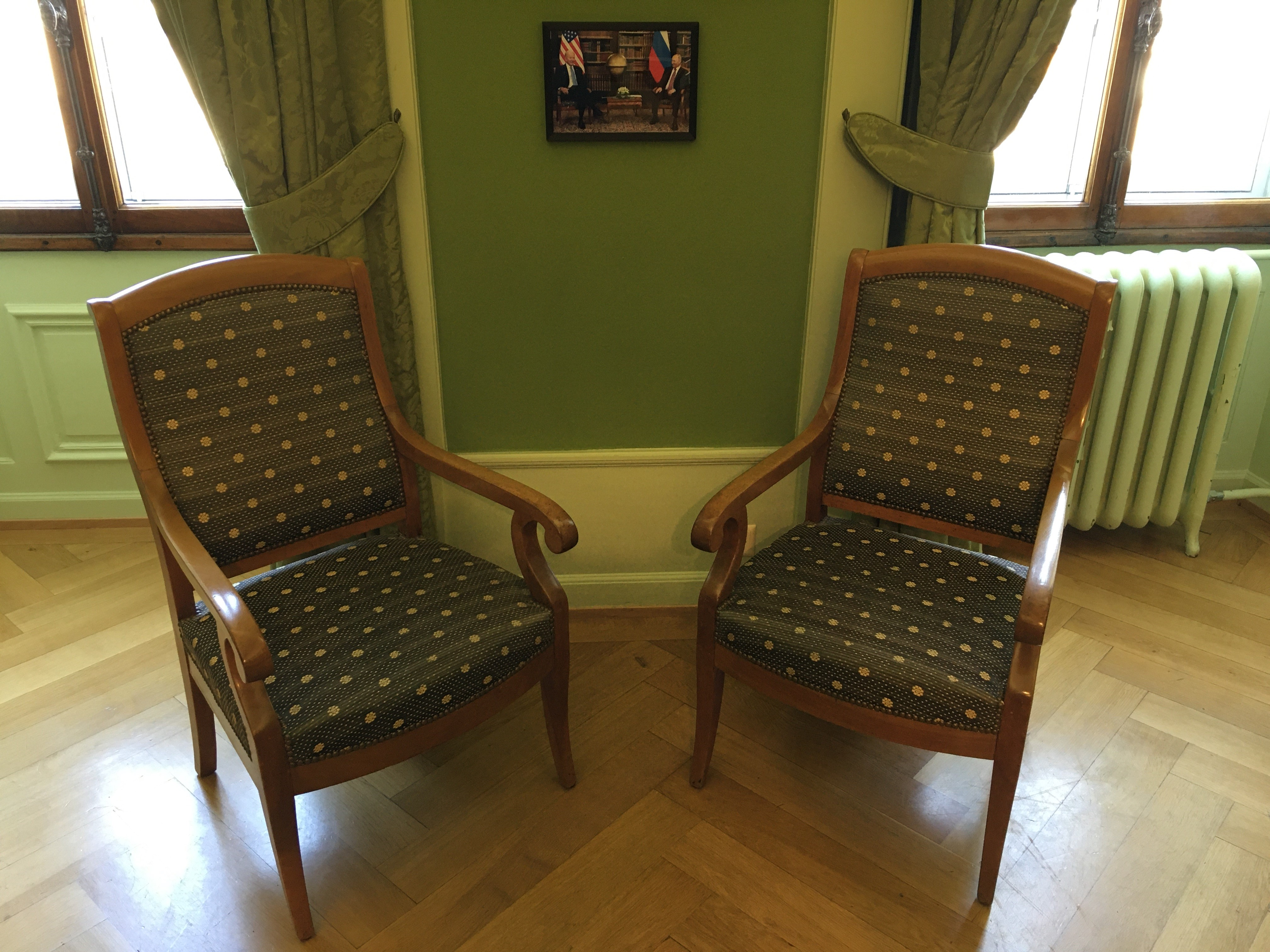
Fauteuils utilisés par Joe Biden et Vladimir Poutine lors du sommet de Genève, le 16 juin 2021.

En 1940, la Société de Lecture fait inscrire au-dessus de son entrée la devise latine Timeo hominem unius libri (« Je crains l'homme d'un seul livre »). La formule de Thomas d'Aquin revêt alors une funeste actualité : les visions d'un autre théoricien, Adolf Hitler, diffusées dans son Mein Kampf, mettent l'Europe à feu et à sang.
Clin d'oeil de l'histoire, lors de la venue à Genève du président des Etats-Unis Joe Biden et du président de la fédération de Russie Vladimir Poutine à la Villa La Grange, le 16 juin 2021, les quatre fauteuils et les 20 chaises sur lesquels se sont assis tous les participants du sommet ont été prêtés par la Société de Lecture. Ces sièges de style Louis-Philippe datant de 1840 sont recouverts d'un tissu composé entre autres de crin de cheval. Un article du journal Le Temps relève avec humour qu'« en 1904, Lénine devient membre de la Société de lecture, présenté par le secrétaire de Tolstoï. 120 ans plus tard, c'est Poutine qui prend place dans ce siège qui a pu servir à Lénine. Une anecdote qui a peut-être échappé aux Américains ».

## Missions

### Enrichir la bibliothèque

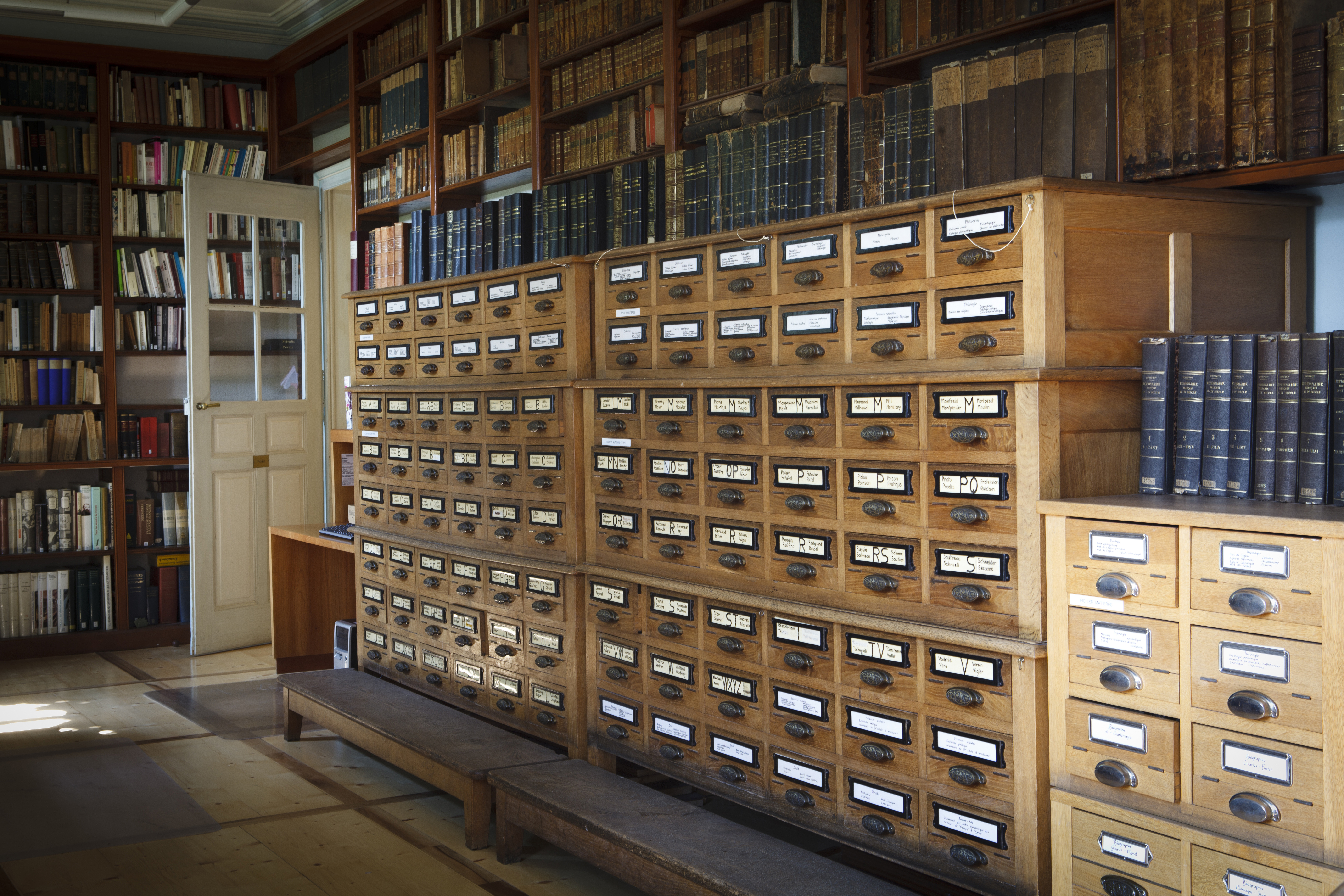
Le fichier manuel avant l'arrivée de l'informatique.

Si la bibliothèque de la Société de Lecture n'a jamais cessé de croître, ses orientations ont évolué. Fondée par des hommes principalement intéressés par les matières académiques, elle se concentre au début sur le droit, les sciences naturelles, la théologie et la philosophie politique. De 1818 à 1833, les statuts obligent les sociétaires à enrichir eux-mêmes le fonds par des dons de livres. Rapidement, la Société devient propriétaire de 20'000 volumes. La littérature est d’abord reléguée dans les derniers étages, et au début les romans sont bannis. Les seuls ouvrages « d'agrément » tolérés sont les récits de voyage. Auteurs classiques mis à part, les pièces de théâtre demeurent aussi suspectes que les romans historiques. Ces derniers font « perdre un temps précieux » à « plus d'une catégorie de personnes ». Dès 1845, l'irruption du roman fait figure de révolution. Des auteurs offrent parfois leurs œuvres, comme Eugène Sue, ses Mystères de Paris, que la Société ne veut pas acheter. Les livres scandaleux sont retirés et stockés dans une section « Enfer » inaccessible au public. Leur condamnation en France en 1857 n'empêche pourtant pas Les Fleurs du mal de Charles Baudelaire d'entrer au catalogue, vingt-cinq ans après leur parution. En revanche, Mademoiselle Fifi de Guy de Maupassant ou Le jardin des supplices d'Octave Mirbeau sont retirés du prêt à la demande de sociétaires scandalisés. En 1923, le roman de Victor Margueritte La garçonne cause un nouveau tollé : l'héroïne mène « une vie sexuelle nettement trop libre au goût des gens comme il faut ». Quant aux romans policiers réclamés par les lecteurs, le genre est peu considéré par le Comité : les polars n'étaient pas inscrits au catalogue. Ils étaient jetés sans pitié dès que leur extrême usure l'imposait.
En 1954, une Commission de lecture est créée. Elle rassemble douze lecteurs bénévoles qui choisissent parmi les nouveautés prêtées par les libraires celles qui seront achetées et mises en circulation,. Elle assure la sélection de plus de cinq cents acquisitions annuelles de nouveautés littéraires. La revue mensuelle Plume au Vent rassemble les comptes rendus, en français ou en anglais, des différents ouvrages retenus depuis 1976,. Cette sélection permet aux acquisitions sans être parfaites de se vouloir indépendantes et exigeantes. En 1978, la Commission refuse l'acquisition de Pipes de terre et pipes de porcelaine, souvenirs d'une femme de chambre en Suisse romande, le témoignage de Madeleine Lamouille, ancienne domestique des grands-parents de l'écrivain genevois Luc Weibel. Ses mémoires sont peu flatteuses pour certains employeurs de la bonne société genevoise. Le bibliothécaire de l'époque, Jacques Picot, lui-même issu du milieu brocardé, insista pour que le livre puisse finalement être acheté.
À partir de 1972, on abaisse l'âge d'admission à 16 ans et une Commission d'achat de livres pour les jeunes lecteurs et lectrices de 6 à 12 ans se met en place en 1979. Désirant transmettre une bibliothèque utile aux générations futures, les comités successifs ont dirigé les acquisitions des livres essentiellement vers la promotion de la culture francophone. Un important fonds littéraire s'est ainsi constitué avec les classiques, des ouvrages des grands penseurs, philosophes, économistes et scientifiques, en traduction mais également dans la langue originale. Cette bibliothèque propose aujourd'hui à ses membres un accès direct à 200'000 volumes dont près de 9'000 ouvrages en anglais.

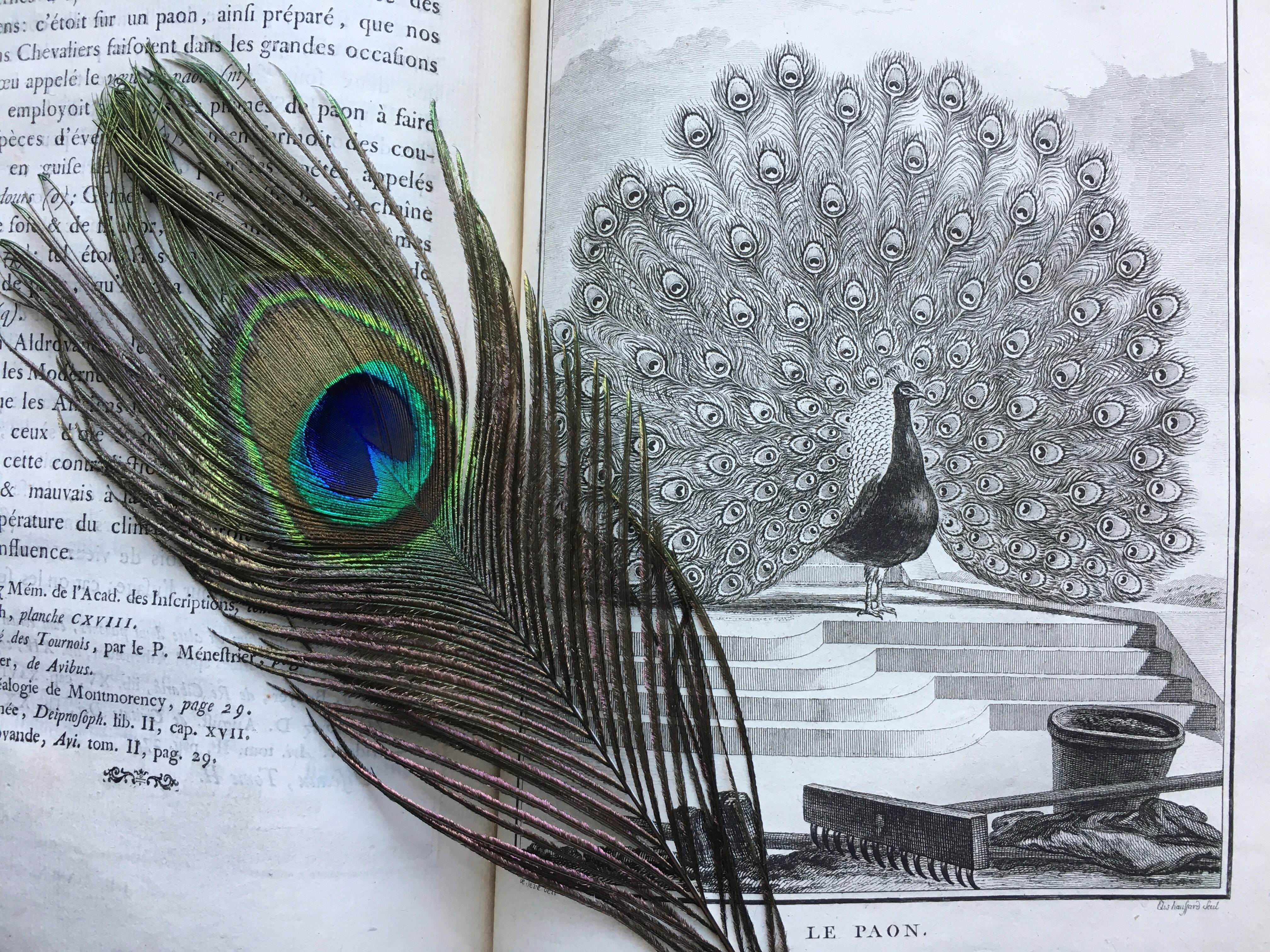
Le paon en majesté, illustré dans L'Histoire naturelle de Buffon.

Rêve de tout historien, la bibliothèque permet l'accès à de nombreuses collections complètes de revues et de journaux. Elle recèle de nombreux périodiques européens anciens notamment du XVIIe et du XVIIIe siècle (Mercure de France, Mercure danois, Journal des savants, Bibliothèque britannique, La rivista europea, Simplicissimus, Revue des Deux Mondes, Punch). Elle possède l'intégralité des numéros du Journal de Genève, quotidien suisse d'audience internationale (1826-1998). Elle est abonnée à une centaine de périodiques actuels et une dizaine de quotidiens sont à la disposition des membres. De 1976 à 1980, la Société de Lecture recevait même le magazine Playboy .

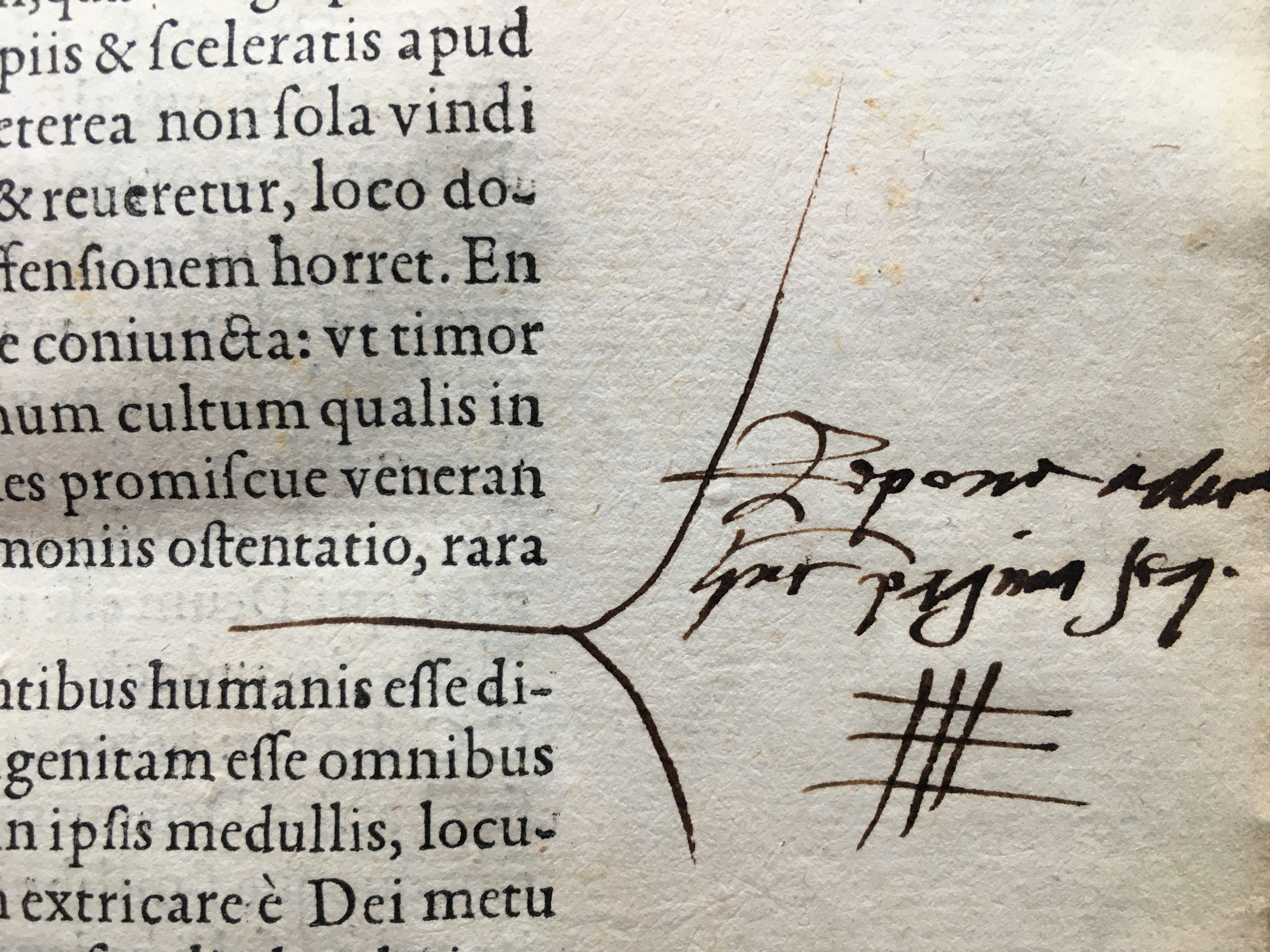
Annotation manuscrite de Jean Calvin découverte dans les collections de la Société de Lecture en 2020.

Au fil des ans, un fonds d'ouvrages anciens s'est constitué, incluant des éditions anciennes (notamment de bibles, de classiques latins ou d'œuvres du XVIIIe siècle, L'Histoire naturelle de Buffon ou L'Encyclopédie de Diderot et d'Alembert parue à Genève en 1779), des éditions originales de Calvin et des éditions d'art de la fin du XIXe siècle et du début du XXe siècle, comme les premières éditions du père de la bande dessinée, Rodolphe Töpffer, qui font la joie des bibliophiles. Le chercheur Max Engammare a découvert en 2020 des annotations manuscrites inédites du réformateur Jean Calvin dans un ouvrage des collections.
Afin d'éviter des dommages irrémédiables, une pièce spécialement aménagée et climatisée est créée en 1984. Des livres rares ou fragiles y sont conservés. Depuis sa fondation, la Société de Lecture fait régulièrement appel à des relieurs et des artisans pour entretenir ses collections et faire restaurer les ouvrages les plus anciens comme le Discours de la méthode de René Descartes (Leyde, 1637) ou De architectura de Vitruve (Venise, 1497). Le catalogue informatisé des collections est accessible par internet. Le fonds littéraire de la bibliothèque permet d'adosser les rencontres d'écrivain(e)s à cela même qui les justifie : la lecture.

### Développer la programmation culturelle

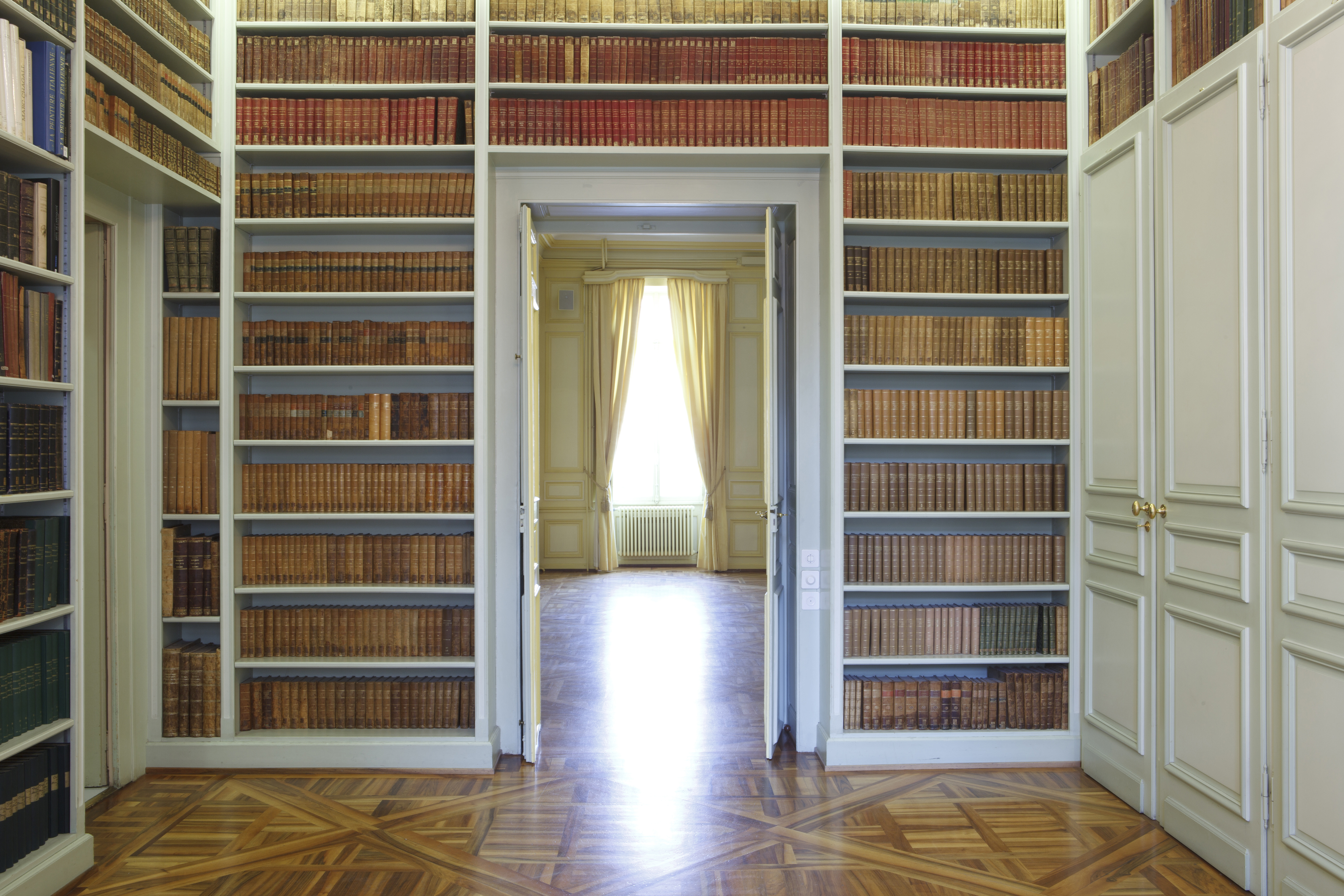
Entrée du Salon jaune dans lequel s'expriment les conférenciers.

Au début des années 1980, l'institution initie des conférences dans l'esprit de l'ancienne tradition du « salon » où l'on discute littérature, histoire ou thèmes actuels sous forme de déjeuners-débats, d'ateliers ou de cycles de conférences. Cette organisation coïncide avec le lancement de l'émission littéraire Apostrophes de Bernard Pivot qui instaure une nouvelle approche des livres : le public s'accoutume à rencontrer les auteurs indépendamment de la lecture de leurs œuvres.
La Société de Lecture reçoit essentiellement des écrivains mais également des conférenciers de tous horizons. En 20 ans, 700 rencontres ont eu lieu, 500 personnalités des arts et des lettres ont donné des conférences ou se sont entretenues avec des journalistes dans les murs de la Société de Lecture,. Voici une sélection d'intervenants par catégories: 
- Membres de l’Académie française : Dominique Bona, Antoine Compagnon, Barbara Cassin, Hélène Carrère d'Encausse, Dominique Fernandez, Alain Finkielkraut, Patrick Grainville, Dany Laferrière, Amin Maalouf, Andreï Makine, Jean d’Ormesson, Erik Orsenna, Jean-Marie Rouard, Jean-Christophe Rufin, Danièle Sallenave, Maurizio Serra
- Prix de l’Académie française : Dominique Barberis, Adrien Bosc, Sorj Chalandon, Giuliano da Empoli, Adélaïde de Clermont-Tonnerre, François-Henri Désérable, Joël Dicker, Franz-Olivier Giesbert, Pascal Quignard, Amélie Nothomb, Christophe Onot-dit-Biot, Jean d’Ormesson
- Prix Femina : Patrick Deville, Jean-Paul Dubois, Clara Dupont-Monod, Eric Fottorino, Anne-Marie Garat, Sylvie Germain, Nancy Huston, Alexandre Jardin, Camille Laurens, Léonora Miano, Sylvain Prudhomme
- Prix Goncourt : Tahar Ben Jelloun, Didier van Cauwelaert, Jacques Chessex, Didier Decoin, Jean-Paul Dubois, Jean Echenoz, Dominique Fernandez, Laurent Gaudé, Patrick Grainville, Pascal Guignard, Pierre Lemaître, Amin Maalouf, Andreï Makine, Erik Orsenna, Atiq Rahimi, Jean-Christophe Rufin, Lydie Salvayre, Leïla Slimani
- Prix Goncourt des lycéens : Philippe Claudel, Sandrine Collette, Catherine Cusset, Sorj Chalendon, Joël Dicker, Clara Dupont-Monod, David Foenkinos, Laurent Gaudé, Sylvie Germin, Philippe Grimbert, Jean-Michel Guenassia, Nancy Huston, Andreï Makine, Carole Martinez, Léonora Miano, Erik Orsenna, Karine Tuil, Delphine de Vigan, Anne Wiazemsky
- Prix Médicis : Sorj Chalandon, Marie Darrieussecq, Jean Echenoz, Dominique Fernandez, Jean Hatzfeld, Amélie Nothomb

- Prix Renaudot : Frédéric Beigbeder, Dominique Bona, Pascal Bruckner, Philippe Claudel, Annie Ernaux, David Foenkinos, Olivier Guez, Marie-Hélène Lafon, Alain Mabanckou, Amélie Nothomb, Daniel Pennac, Sylvain Tesson, Delphine de Vigan
- Auteurs étrangers : Carmine Abate, Alaa al-Aswany, Simon Armitage, Jonathan Coe, Rachel Cusk, Richard Ford, Georgi Gospodinov, David Grossman, Terry Hayes, Siri Hustvedt, Kathleen Jamie, Ismaël Kadaré, Douglas Kennedy, Deborah Levy, Colum McCann, Abir Mukherjee, Philip Mansel, William Ospina, Philippe Sands, Bernhard Schlink, Nicholas Shakespeare, Vandana Shiva, Colson Whitehead
- Comédiens : Dominique Blanc, Laurent Deshusses, Olivier Broche, Golshifteh Farahani, Brigitte Fossey, Guillaume Gallienne, Jacques Gamblin, Bernard Giraudeau, Clément Hervieux-Léger, Francis Huster, François Morel, Tom Novembre, Gilles Privat, Charlotte Ramplin, Brigitte Rosset, Olivier Saladin, Catherine Slaviat, Yvette Théraulaz, Coraly Zahonero
- Dessinateurs : Patrick Chapatte, Xavier Gorce, Martial Leiter, Mix et Remix, Gérald Poussin, Marjane Satrapi, Tom Tirabosco, Zep
- Journalistes : Laure Adler, François Busnel, Claire Chazal, Eric Fottorino, Jérome Garcin, Etienne de Montety, Bernard Pivot, Anne Sinclair, José Rodriguez dos Santos
- Metteurs en scène : Jacob Berger, Jean-Claude Carrière, Alain Françon, Jean-Christophe Hembert, Dan Jemmet, Jean Liermier, Daniel Mesguich, Roger Planchon, Omar Porras, Olivier Py, Dominique Ziegler
- Musiciens: Karol Beffa, Mathias Duplessy, David Greilsammer, Barbara Hendricks
- Personnalités politiques : Robert Badinter, Daniel Cohn-Bendit, Pascal Couchepin, Ruth Dreifuss, Luc Ferry, David Hiler, Jean-Noël Jeanneney, Bernard Kouchner, Edouard Philippe, Jean Ziegler
- Philosophes : Elisabeth Badinter, Lytta Basset, Pascal Bruckner, Dominique Bourg, André Comte-Sponville, Régis Debray, Raphaël Enthoven, Frédéric Lenoir, Fabrice Midal, Charles Pépin, Josef Schovanec

La soixantaine de conférences organisées par an, ouvertes aux membres et aux non-membres, permet « une vraie alchimie » entre les auteurs et les lecteurs. Un cycle annuel de huit à neuf conférences thématiques s'articule autour d'une question géopolitique, culturelle ou existentielle. Une dizaine d'ateliers littéraires (ateliers d’écriture, cercles de lecture) sont organisés chaque année et des contes sont aussi mis en place pour les enfants. Dès l'automne 2021, la programmation culturelle accueille également des auteurs non-francophones, une porte ouverte à la Genève internationale.

### Conserver le bâtiment historique

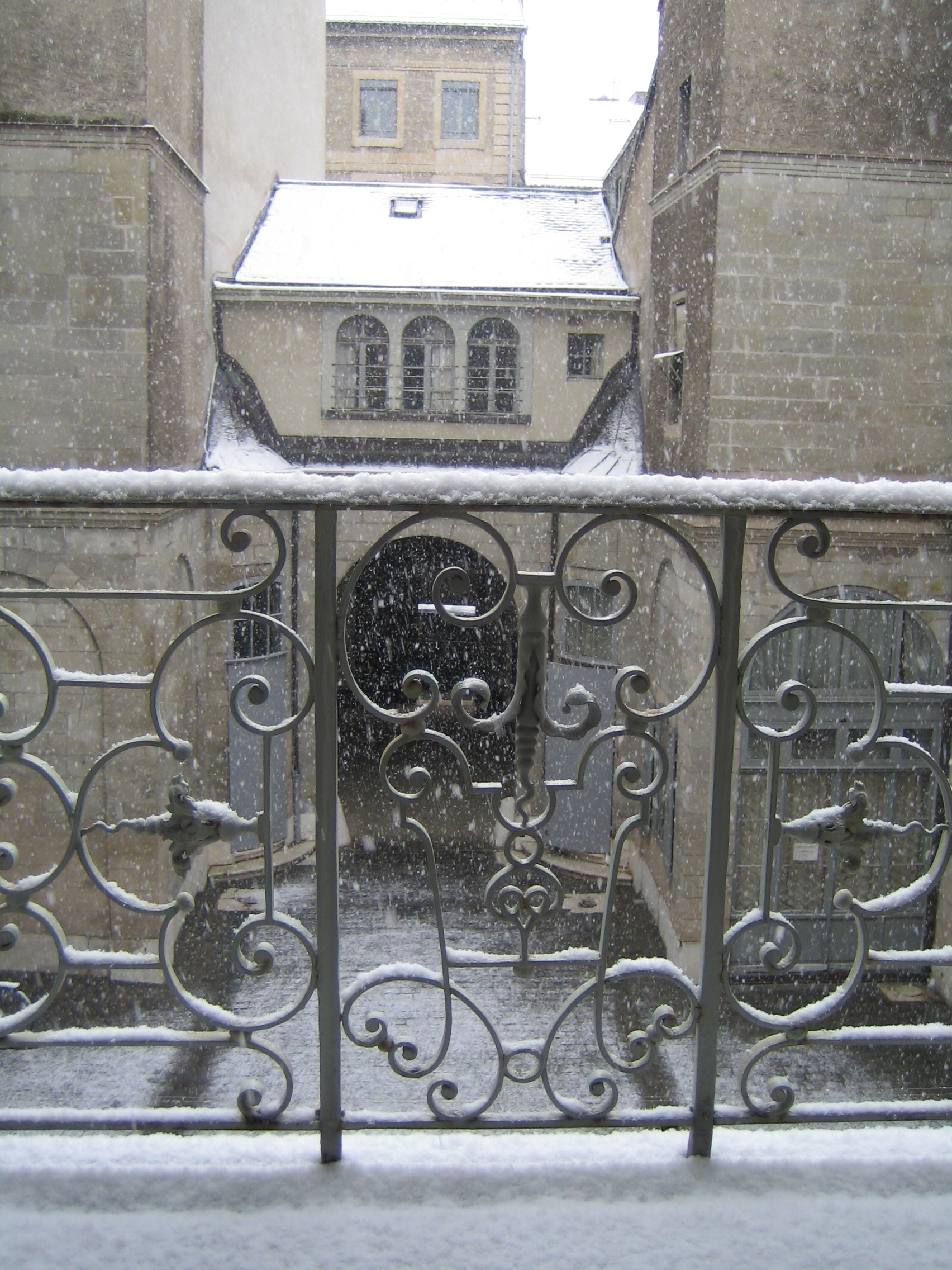
La cour et le porche d'entrée du 11 Grand'Rue sous la neige.

En mai 1679, les rapports diplomatiques entre la République de Genève et sa puissante voisine française connaissent une innovation importante : Louis XIV impose un résident permanent chargé de défendre les intérêts de la Couronne dans la Cité de Calvin. Le résident assure les rôles d'observateur et d'agent de renseignement. Ce dernier aspect ne doit pas surprendre. Comme le rappelle, en 1716, François de Callières, auteur d'un ouvrage très lu à l'époque sur la manière de négocier avec les souverains, « on appelle un ambassadeur un honorable espion ». Ambassadeur de second rang, le résident a donc pour mission de renseigner Versailles sur ce qui se trame dans et autour de cette petite république protestante commandant l'accès à la France, à la Suisse, au duché savoyard, à l'Allemagne, à l'Autriche et à l'Italie.
Le premier résident s'installe d'abord dans une ancienne maison située en retrait de la Grand'Rue, propriété de la famille Chapeaurouge,. A cette époque, au fond du jardin, se trouve un local que le résident aménage en chapelle. Il y fait célébrer en 1679 la première messe à Genève depuis la Réforme : un scandale ,! En effet, six ans avant la révocation de l'édit de Nantes, la religion catholique supprimée lors de la Réformation en 1536 refait une entrée discrète avec le représentant du Roi Très Chrétien qui jouit de l'exercice privé de sa religion. Un privilège qu'exercent tous les diplomates à l'époque. Excédée par ce qu'elle estime être une provocation, la population réagit fortement. Le 26 mars 1680, le résident écrit à son gouvernement que, durant les célébrations, le voisinage tapait sur des casseroles en entonnant « à gorge déployée » des psaumes protestants. Des briques sont même lancées dans la chapelle pendant les vêpres et des fidèles sont copieusement insultés sur le chemin du saint lieu. Peu à peu les passions se calment. L'exercice de la religion catholique se fait plus discret. Jusqu'au XIXe siècle, la chapelle du résident de France sera le seul endroit à Genève où baptêmes et mariages catholiques seront célébrés. L'usage de cette chapelle ne survivra pas à la période révolutionnaire française.
L'immeuble locatif étant fort exigu, un des résidents laisse courir le bruit que son gouvernement allait acheter un terrain pour lui édifier une demeure convenable. Craignant les complications diplomatiques, le Conseil genevois se décide alors à construire lui-même un hôtel particulier digne du prestige du résident de France, au même endroit, non loin de l'Hôtel de Ville. La mission est confiée à l'architecte genevois Jean-Michel Billon (1705-1778). Edifié sur un espace restreint, ce bâtiment achevé en 1743 comprend un corps de logis principal et deux avant-corps, dont l'un à gauche est postiche, mais assure à l'ensemble un bel équilibre. Une fontaine est même adossée au mur qui porte de fausses fenêtres.
Le nouveau bâtiment avait coûté plus de cent mille livres à l'Etat genevois qui tente d'obtenir le paiement d'un loyer. Le 24 février 1744, Jean-Jacques Amelot, ministre français des affaires étrangères, déclare à Isaac Thellusson, l'envoyé de Genève à Paris, « que la Seigneurie devait trouver un dédommagement à ses frais dans le plaisir qu'elle avait fait au roi ». Il n'est alors plus question de loyer.

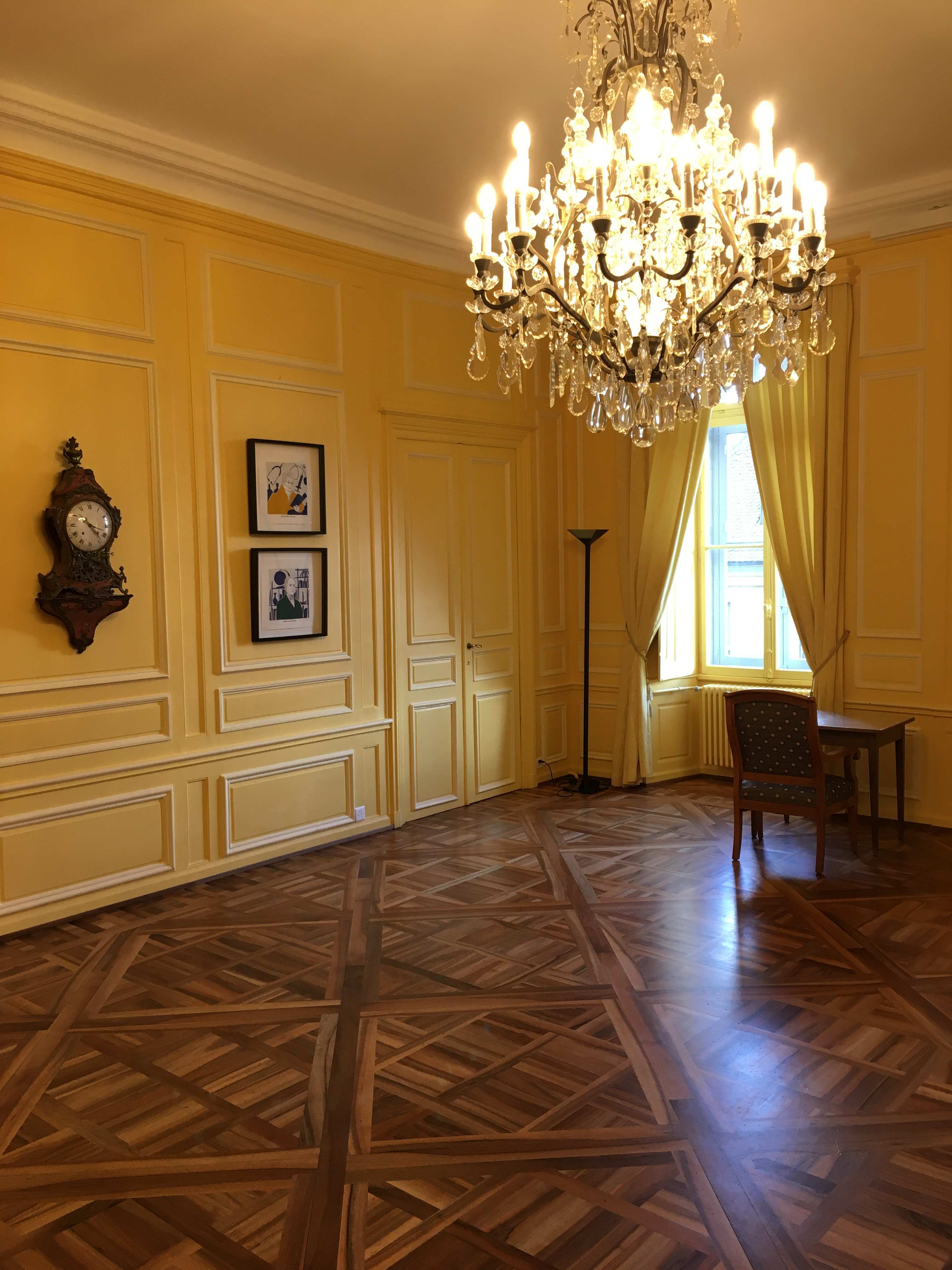
Le Premier consul Bonaparte fut l'hôte du Salon jaune le 10 mai 1800.

Déserté par le résident de la République pendant la Révolution française entre 1794 et 1798, l'Hôtel accueille temporairement un musée avant de devenir la préfecture lors de l'annexion de Genève par la France en 1798. Genève devient alors le chef-lieu du département du Léman et l'hôtel particulier se transforme en centre administratif du préfet. Le 10 mai 1800, le général Bonaparte, alors Premier Consul, est l'hôte du préfet Ange-Marie d'Eymar. Il y passe une soirée, avant de traverser le col du Grand-Saint-Bernard pour se rendre dans les plaines d'Italie où l'attendait la victoire de Marengo. Dans son journal manuscrit qui fait la description de cette soirée, Jean Picot dresse un étonnant portrait de celui qui deviendra l'empereur des Français : « On fait grand silence à son entrée, il fixe les femmes sans leur parler, il reçoit ensuite la cour que chacun s'empresse de lui faire, autant respecté sans doute qu'aucun Roi ne l'a jamais été ; Il est petit, habillé en général de division, ses cheveux sont sans poudre noirs, ils ne frisent point, son teint est jaune, maladif mais sa figure est expressive ; son regard est terrible, il reste deux heures debout au milieu de la salle causant Chimie, Mathématiques et en général Sciences aux hommes qui l'abordent. Le général Lannes assure que depuis 9 ans qu'il ne le quitte pas, il ne lui a pas vu accorder plus de ¼ d'heure à une société de femmes, et qu'il ne comprend rien à sa conduite d'aujourd'hui, que c'est une grande faveur qu'il fait à nos dames. On brûle un feu chinois pour l'éclairer à sa sortie dans la cour ».
Après le départ des Français en 1813, le retour à l'indépendance et la réunion de Genève à la Suisse, l'ancienne préfecture est transformée en lieu de cours pour l'Académie de Genève (future université) et, à nouveau, en musée. En 1818, l'Hôtel du Résident est partagé entre l'Académie et différentes sociétés. Les deux derniers étages accueillent dès 1818 la Société de Lecture d'abord à titre de locataire. Elle devient ensuite propriétaire grâce à une souscription permettant de constituer une société immobilière au moment de la mise en vente de l'immeuble par l'Etat en 1818 puis en récupérant progressivement les parts de cette société jusqu'en 1997. Afin d'assurer l'avenir financier de l'institution et l'organisation des futurs travaux de restauration, la Fondation Société de Lecture est constituée en 1998. Cette fondation devient alors propriétaire de l'immeuble historique classé en 1923,.
Occuper « l'un des plus beaux hôtels particuliers genevois du XVIIIe » implique une conservation constante et des restaurations qui respectent le caractère d'origine. Des travaux commencent dans les années 1870 pour assurer la circulation entre les salles et les bibliothèques. « Les procès-verbaux des séances du comité renseignent sur des aspects triviaux, mais significatifs de la vie de la société : les problèmes de chauffage, d'éclairage et de commodités sont lancinants. Le défaut d'écoulement des latrines intérieures empestait toute la maison. Quant aux urinoirs situés dans la cour d'honneur, leur suppression, en 1873, déclencha un tollé chez leurs fidèles usagers, en dépit des nuisances qu'ils comportaient ».

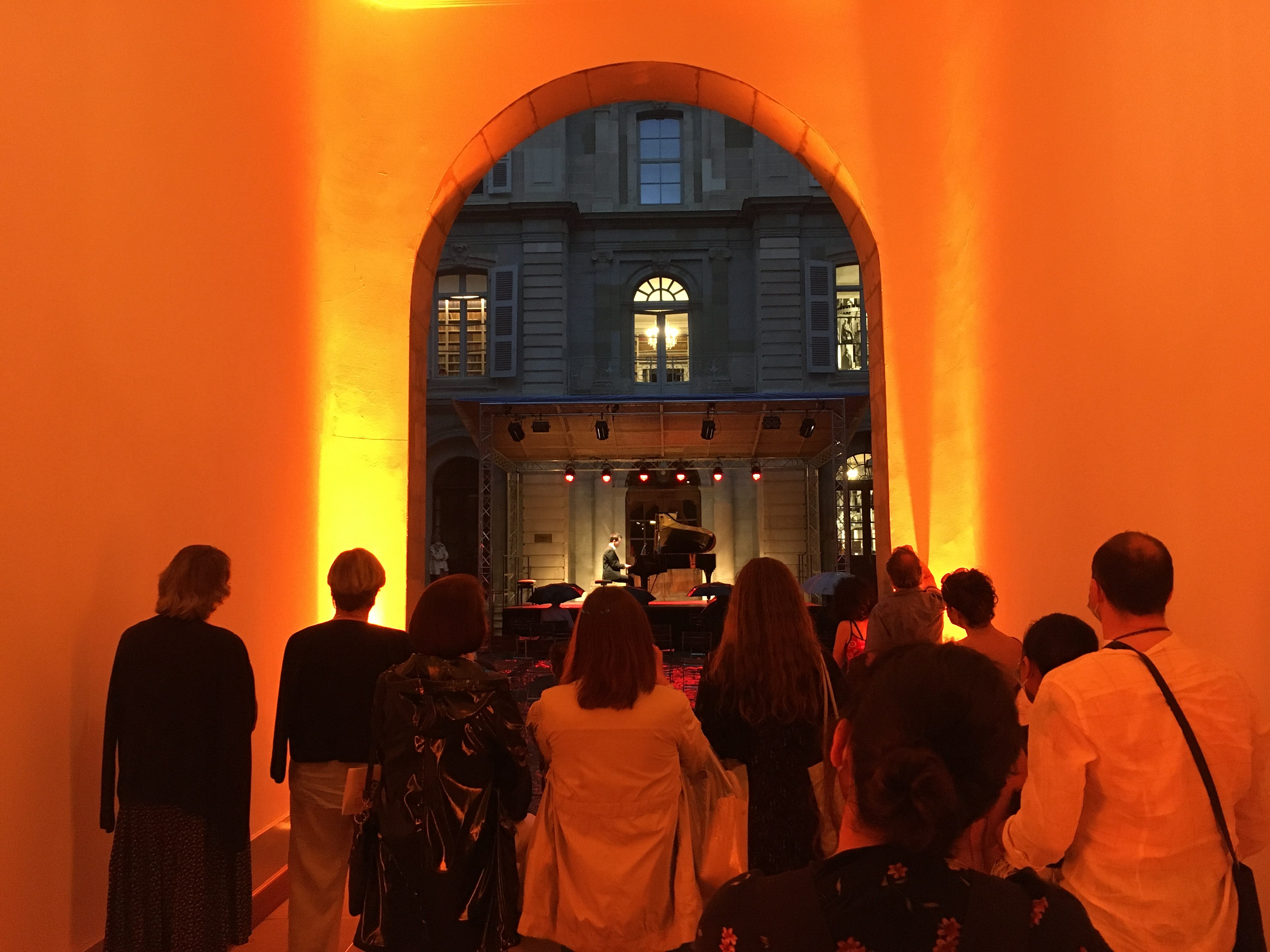
Fête de la Musique 2021 dans la cour de la Société de Lecture.

Les restaurations les plus importants du XXe siècle sont menées entre 1984 et 1987, lorsque la nécessité d'une rénovation totale de l'immeuble s'impose. Cette restauration est menée à bien sous la présidence de Me Olivier Weber-Caflisch et son comité qui trouvent les financements pour les travaux. La toiture vétuste qui n'empêchait pas la pluie de s'infiltrer et d'inonder parfois des collections précieuses, est refaite. Un « compactus », bibliothèque mobile et sécurisée, est aménagé pour permettre de stocker des dizaines de milliers de livres sans crainte d'une éventuelle surcharge des planchers. La polychromie des boiseries de l'époque est rétablie. Les tentures murales et les rideaux sont confectionnés dans le même esprit et au moyen de tissus et de textures « XVIIIe ». Les parquets délabrés sont restaurés ou reconstruit selon le modèle de ceux qui avaient résisté au temps. Tout le mobilier est remis à neuf en faisant appel à la générosité des membres. La cour est repavée à l'ancienne. Le hall d'entrée, la cage et la rampe d'escalier sont restaurés.
Les autorités genevoises utilisent régulièrement la cour du bâtiment pour y organiser des concerts lors de la Fête de la Musique. La Société de Lecture sert également de lieu de tournages pour l'enregistrement d'émissions télévisées,.

## Le bicentenaire
Le 17 mai 2018, Bernard Pivot, alors président de l’Académie Goncourt et ancien animateur des émissions télévisées Apostrophes et Bouillon de Culture, ainsi que les auteurs et membres de l’Académie Goncourt Pierre Assouline, Tahar Ben Jelloun, Philippe Claudel et Eric-Emmanuel Schmitt furent les invités d’honneur de l’inauguration des célébrations du 200ème anniversaire de l'institution,.
La journaliste Corinne Chaponnière, auteure d’une étude historique très fouillée qui marque le bicentenaire, rappela à cette occasion que les fondateurs de la Société de Lecture étaient « douze personnalités généreuses, pas des barbons, non, mais des savants impatients de diffuser sciences et pensées nouvelles. Le feu genevois des Lumières, sur les décombres de l’empire napoléonien, dont Genève fut une préfecture »,.

## Expositions

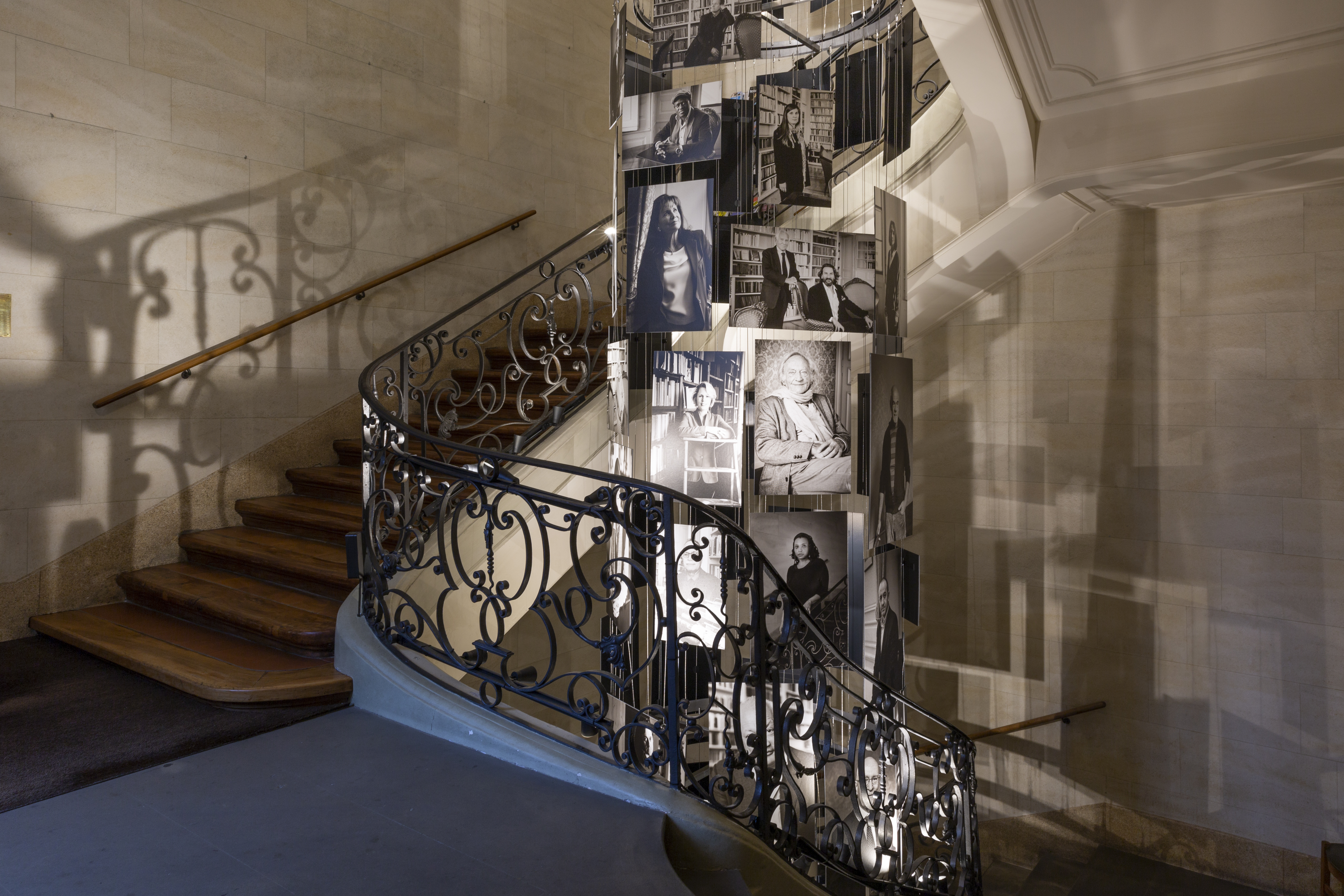
Dans la cage de l'escalier, le "Totem" présente des portraits de conférenciers venus dans l'institution.

Jean-Gabriel Eynard, cofondateur de la Société de Lecture, était l'un des pionniers suisses du daguerréotype. Soucieuse de perpétuer cet héritage, la Société de Lecture organise ou accueille des expositions de photographies (Afars en 1999, No'Photo en 2019) ainsi que des conférences et des ateliers avec des photographes (Ferrante Ferranti, Gabriele Galimberti, James Hill, Marine Lanier, Yan Morvan, Didier Ruef, Paolo Woods (en)). En 2018, à l'occasion du bicentenaire, un « totem » est installé dans la cage d'escalier permettant l'accrochage de portraits, signés Rebecca Bowring et Magali Dougados, photographes officielles de la Société de Lecture, des conférenciers venus dans ses murs.

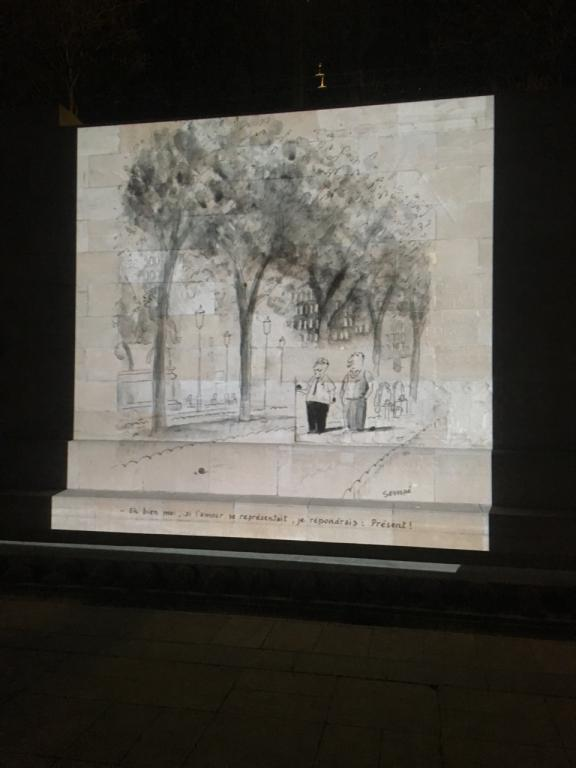
Dessin de Sempé projeté sur le Mur des Réformateurs au printemps 2021.

Début 2021, la pandémie de COVID-19 paralyse la vie culturelle genevoise comme les échanges sociaux. Les incertitudes sont pesantes. Les réjouissances peu nombreuses. La Société de Lecture met alors sur pied l'exposition « Un printemps avec Sempé » en collaboration avec la Galerie Martine Gossieaux et la Ville de Genève,. Une cinquantaine de dessins de Jean-Jacques Sempé sont projetés en début de soirées sur les façades de cinq lieux emblématiques : le Grand Théâtre de Genève, le Palais Eynard, l'Uni Bastions, le Mur des Réformateurs et la Société de Lecture. Cette exposition monumentale et poétique a lieu du 17 mars au 7 avril 2021. C'est une première, et elle remporte un vif succès populaire.

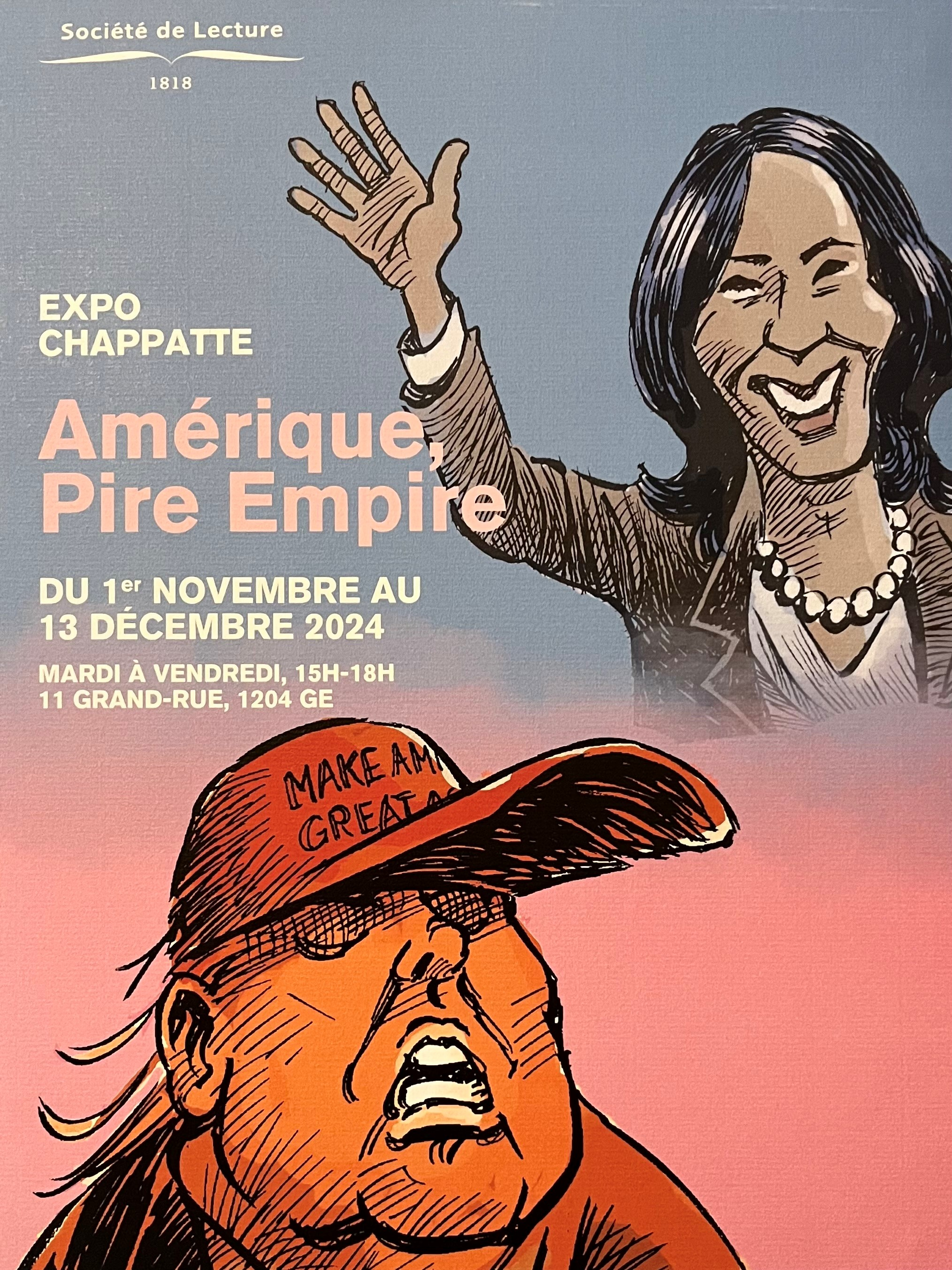
Affiche de l'exposition "Amérique, Pire Empire"

Fin 2024, une exposition intitulée « Amérique, pire empire » présente les dessins de Patrick Chappatte réalisés pendant la campagne présidentielle. Le dessinateur de presse incisif qui croque l’actualité avec humour et justesse entre autres pour Le Temps, la NZZ, Der Spiegel, Le Canard enchaîné ou le Boston Globe, préside la Fondation Freedom Cartoonists (co-fondée avec Plantu et Marie Heuzé), qui décerne tous les deux ans, avec la Ville de Genève, un Prix international saluant des caricaturistes pour leur talent et leur courage.

## Prix
- 2009 : Delphine de Candolle, directrice culturelle de la Société de Lecture depuis 2001, reçoit le Grand prix du Rayonnement de la langue et de la littérature françaises par l'Académie française (Médaille de vermeil)[62].
- 2013 : Delphine de Candolle est nommée Chevalier de l'Ordre des Arts et des Lettres[63].
- 2020 : Prix Europa Nostra dans la catégorie « Contribution exemplaire »[2].
- 2022 : Delphine de Candolle est nommée Officier de l'Ordre des Arts et des Lettres[64].